# Wellenbauch-Bronzemännchen

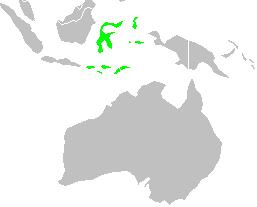
Verbreitungsgebiet des Wellenbauch-Bronzemännchen

Das Wellenbauch-Bronzemännchen (Lonchura molucca), auch Wellenbäuchiges Bronzemännchen oder Molukkennonne genannt, ist eine Art aus der Familie der Prachtfinken. Es werden mehrere Unterarten unterschieden.

## Beschreibung
Das Wellenbauch-Bronzemännchen erreicht eine Körperlänge von elf Zentimetern und gehört damit zu den mittelgroßen Prachtfinkenarten. Es besteht kein Sexualdimorphismus.
Der Vorderkopf sowie die Kehle, der Kopf und die Brust sind schwarz. Auf den Flanken und am Bauch findet sich eine schwarzweiße Wellenzeichnung, die der Art ihren deutschen Namen gegeben hat. Der Schwanz ist mattschwarz, der Rücken und die Flügeldecken sind hellbraun. Der Unterschnabel des insgesamt sehr kräftigen Schnabels ist silbrig, während der Oberschnabel schwarz ist. Die Füße und die Läufe sind bleigrau.
Jungvögeln fehlt das Schwarz am Kopf, sie sind an diesen Stellen dunkelbraun. Die Kopfseiten und die Kehle sind erdbraun. Die Körperunterseite ist gelblich-braun mit einer nur undeutlich ausgeprägten Querwellung.

## Lebensweise und Verbreitung
Verbreitungsgebiet des Wellenbauch-Bronzemännchens sind Sulawesi und die Molukken sowie die Kleinen Sundainseln. Die Art kommt dort in insgesamt drei Unterarten vor. Der präferierte Lebensraum sind Wildnisse von Alangalang, von Gras durchschossenes Gebüsch am Waldrand und auf Lichtungen. Die Art hat sich auch menschlichen Siedlungsraum erschlossen und kommt auf Kulturland sowie in der Nähe menschlicher Siedlungen vor. Wellenbauch-Bronzemännchen kommen bis in Höhenlagen von 1.000 Meter über NN vor. Die Nahrung besteht aus feinen Gras- und Unkrautsamen.
Die Brutzeit variiert in Abhängigkeit vom Verbreitungsgebiet. Im Westen von Flores brüten sie von März bis Juni, in Zentral-Sulawesi fällt die Brutzeit in den Zeitraum Juli bis September sowie in den Januar. Wellenbauch-Bronzemännchen brüten häufig in lockeren Kolonien. Ihr Brutort ist Gebüsch oder das dichte Geäst von Bäumen. Das Nest ist ein Kugelnest. Das Gelege umfasst vier bis fünf Eier. Sie werden 15 Tage von den Elternvögeln bebrütet. Die Nestlingszeit beträgt 18 bis 19 Tage. Die Elternvögel betreuen sie weitere zehn Tage, nachdem sie das Nest verlassen haben.

## Haltung
Das Wellenbauch-Bronzemännchen wurde erstmals im Jahre 1879 nach Europa eingeführt. Die nächsten Importe erfolgten erst wieder 1969 sowie 1976 und 1980. In die 1980er Jahre fällt auch die Erstzucht dieser Art. Wegen ihrer Friedfertigkeit gilt diese Bronzemännchen-Art als idealer Volierenvogel und wird mittlerweile regelmäßig nachgezüchtet.

## Belege

### Einzelbelege
1. ↑  Nicolai et al., S. 287